# Andrea Agnelli
Andrea Agnelli (Torino, 6 dicembre 1975) è un imprenditore e dirigente sportivo italiano.
Dal 2010 al 2023, è stato presidente della Juventus Football Club. Dal 2017 al 2021, inoltre, è stato presidente dell'Associazione dei club europei.

## Biografia
Figlio di Umberto Agnelli e della seconda moglie di lui, Allegra Caracciolo, è fratello del defunto Giovannino e di Anna.

## Carriera
Si è formato accademicamente al St. Clare's International College di Oxford e all'Università commerciale Luigi Bocconi di Milano. Nel corso della sua carriera, ha avuto esperienze lavorative sia in Italia sia all'estero: tra queste, mansioni di vendita e marketing in aziende come Piaggio, Auchan e Ferrari. Dal 2001 al 2004, ha lavorato alla Philip Morris International, con responsabilità per marketing, sponsorizzazioni e comunicazione aziendale. Nel 2007, ha costituito una propria holding finanziaria, la Lamse. Ha anche coltivato la passione per il golf, diventando, nel 2008, amministratore delegato del Royal Park Golf & Country Club "I Roveri"; il 29 settembre dello stesso anno, è stato nominato consigliere federale della Federazione Italiana Golf. Insieme a Michele Dalai e Davide Dileo, ha fondato, nel 2010, la casa editrice ADD Editore.
Agnelli, inoltre, ha mantenuto legami con il mondo Fiat. Dal 2005 al 2006, ha avuto mansioni di sviluppo strategico all'interno dell'IFIL. Dal 2004, era consigliere d'amministrazione del Gruppo Fiat e ha mantenuto il posto anche nelle successive Fiat S.p.A. e Fiat Chrysler Automobiles (FCA). Dal 2021, con la fusione tra FCA e il Groupe PSA, viene nominato direttore non esecutivo della neonata Stellantis. Dal 2006, inoltre, è consigliere dell'Istituto Finanziario Industriale, divenuto poi Exor, la società controllante gli interessi degli Agnelli. Nel gennaio 2023, è resa nota la decisione di presentare le dimissioni dall'incarico in Stellantis, effettive alla chiusura dell'assemblea generale annuale degli azionisti del 2023, e di non ricandidarsi per il ruolo in Exor.

### Calcio

Andrea Agnelli (a destra) ventenne, accanto allo zio Gianni, allo stadio Olimpico di Roma per la finale della UEFA Champions League 1995-1996.

Ha ereditato dalla famiglia la passione per la squadra di calcio della Juventus, in seno alla quale ha iniziato a collaborare dalla stagione 1998-1999 come assistente nel settore commerciale. Il 19 maggio 2010 viene eletto presidente della società: dopo quarantotto anni di assenza, è il quarto esponente della famiglia Agnelli, dopo il nonno Edoardo, lo zio Gianni e il padre Umberto, a rivestire questa carica.
Sotto il suo mandato, dagli anni 2010 la formazione bianconera instaura un vittorioso ciclo, nel corso del quale si aggiudica il campionato italiano per nove stagioni consecutive – battendo dopo ottantadue anni la Juve del Quinquennio del nonno Edoardo, e stabilendo un nuovo primato nazionale –: tra questi spiccano gli scudetti del 2011-2012, vinto da imbattuta, e del 2013-2014, concluso alla quota-record di 102 punti; nello stesso periodo il club torinese stabilisce un ulteriore record di quattro double nazionali consecutivi.
Sul versante sportivo la presidenza Agnelli annovera l'ampliamento e la modernizzazione del parco immobiliare del club (dallo Stadium con annesso J-Museum al complesso del J-Village) nonché l'istituzione della seconda squadra maschile e della prima squadra femminile, quest'ultima subito divenuta plurititolata; oltreché l'ingresso del club nel mondo degli sport elettronici.

Agnelli (a destra), all'epoca assistente nell'area commerciale della Juventus, a colloquio con l'allenatore Marcello Lippi al raduno della squadra per la stagione 1998-1999.

Sul versante dirigenziale, dopo avere promosso un processo di rinnovamento volto a superare la crisi finanziaria in cui stagnava da qualche anno la società torinese, porta il club a conseguire risultati mai toccati prima in ambito economico da un club calcistico italiano; per quanto concerne la politica sportiva, Agnelli assume una posizione più dura rispetto a quella della precedente dirigenza bianconera condotta da Giovanni Cobolli Gigli e successivamente da Jean-Claude Blanc in merito agli strascichi del post-Calciopoli.
Sempre come dirigente, nel 2012 diviene membro italiano dell'Associazione dei club europei (ECA), incarico poi rinnovato nel 2015 quando entra, in rappresentanza della stessa, anche nel Comitato Esecutivo dell'UEFA. Nel 2017 viene eletto presidente dell'ECA, succedendo a Karl-Heinz Rummenigge; è riconfermato alla carica nel 2019. Lascia i suoi ruoli in seno a UEFA ed ECA nel 2021, nell'ottica della costituzione della Super League, ovvero una lega calcistica europea indipendente: tale progetto, fortemente osteggiato dall'UEFA, pone Agnelli con Joan Laporta del Barcellona e Florentino Pérez del Real Madrid, i tre principali fautori della Superlega, in rotta aperta con la confederazione calcistica continentale.
Mantiene formalmente la guida del club fino al 28 novembre 2022 quando, insieme a tutti i componenti del consiglio di amministrazione, si dimette dal proprio ruolo, stante la società bianconera nel frattempo interessata da un processo sportivo. Rimasto in carica in prorogatio nelle settimane seguenti, lascia ufficialmente il club il 18 gennaio 2023 dopo avere messo assieme, in tredici stagioni, un palmarès di 19 trofei con la prima squadra maschile, 10 con la prima squadra femminile e uno con la seconda squadra maschile, che ne fanno la gestione più titolata nella storia bianconera.

## Vita privata
Nel 2005, ha sposato l'inglese Emma Winter; durante il loro legame, la coppia ha avuto due figli. Dopo la fine di questo matrimonio, dal 2015 è legato alla turca Deniz Akalin, che ha sposato nel 2023; in precedenza, la coppia aveva avuto due figlie.

## Procedimenti giudiziari
Nel 2014, alcuni elementi della dirigenza della Juventus, tra cui Andrea Agnelli, sono  oggetto di un'inchiesta condotta dalla Procura della Repubblica di Torino sulla gestione dei biglietti allo Juventus Stadium, circa l'ipotesi di una presunta infiltrazione della 'ndrangheta nella cessione dei tagliandi; l'inchiesta rientrava nell'ambito di una più estesa indagine sulla presunta infiltrazione della mafia calabrese in Alto Piemonte. I pubblici ministeri torinesi non formalizzano accuse penali nei confronti del club bianconero e dei suoi tesserati, chiudendo l'inchiesta tre anni più tardi con una richiesta di archiviazione, non essendo emersi collegamenti tra la dirigenza juventina e gruppi o singoli individui legati alla malavita organizzata.
Il 18 marzo 2017, a seguito dell'apertura da parte della giustizia sportiva di un'indagine derivante da quella della procura torinese, Agnelli viene deferito dalla Procura della FIGC insieme ad altri tre dirigenti del club. Il successivo 15 settembre, il succitato organo federale riformula le accuse, escludendo una presunta associazione mafiosa da parte dei tesserati del club incriminati, dopo l'intervento del procuratore federale Giuseppe Pecoraro alla Commissione parlamentare antimafia nell'aprile precedente. La procura ha chiesto, invece, sanzioni per gli incontri di Agnelli con gruppi ultras e per la cessione dei biglietti, da parte del resto degli incriminati, oltre il limite consentito per persona. Il 25 settembre 2017, il Tribunale Federale Nazionale ha «accolto parzialmente» le iniziali richieste di Pecoraro verso Agnelli (due anni e sei mesi d'inibizione, e un'ammenda di cinquantamila euro), e, «in parziale ridefinizione», lo ha condannato in primo grado a un anno di inibizione e a un'ammenda di ventimila euro. Entrambe le parti hanno presentato ricorso alla Corte Federale d'Appello, che il successivo 18 dicembre ha parzialmente riformato la precedente sentenza in favore di Agnelli, il quale ha visto così esaurirsi la sua inibizione, seppur tenuto a pagare un'ammenda di centomila euro.
Il 20 gennaio 2023, nell'ambito del processo sportivo sulle plusvalenze, la Corte Federale d'Appello della FIGC lo inibisce per ventiquattro mesi a svolgere attività in ambito federale, con richiesta di estensione in ambito UEFA e FIFA. La squalifica è confermata il successivo 23 aprile, dopo che il ricorso di Agnelli è rigettato dal Collegio di Garanzia del CONI. Il 10 luglio 2023, nell'ambito del processo sulle manovre stipendi, sui rapporti con gli agenti e sulle collaborazioni con altri club, il Tribunale Federale Nazionale della FIGC lo inibisce per sedici mesi e gli commina un'ammenda di sessantamila euro. Il successivo 28 agosto, l'inibizione è ridotta a dieci mesi e l'ammenda a quarantamila euro, dopo il ricorso presentato da Agnelli e accolto in parte dalla Corte Federale d'Appello.

## Ascendenza
|                                 |                                               |                                                           | Genitori                                                |  |  | Nonni |  |  | Bisnonni         |  |  | Trisnonni       |  |
|                                 |                                               |                                                           |                                                         |  |  |       |  |  | Giovanni Agnelli |  |  | Edoardo Agnelli |  |
|                                 |                                               |                                                           |                                                         |  |  |       |  |  | Giovanni Agnelli |  |  | Edoardo Agnelli |  |
|                                 |                                               | Aniceta Frisetti                                          |                                                         |  |  |       |  |  | Giovanni Agnelli |  |  |                 |  |
| Edoardo Agnelli                 |                                               |                                                           |                                                         |  |  |       |  |  | Giovanni Agnelli |  |  |                 |  |
|                                 |                                               | Clara Boselli                                             | Leopoldo Francesco Primo Boselli                        |  |  |       |  |  |                  |  |  |                 |  |
|                                 |                                               | Clara Boselli                                             | Leopoldo Francesco Primo Boselli                        |  |  |       |  |  |                  |  |  |                 |  |
|                                 |                                               | Clara Boselli                                             | Maddalena Lampugnani                                    |  |  |       |  |  |                  |  |  |                 |  |
| Umberto Agnelli                 |                                               | Clara Boselli                                             |                                                         |  |  |       |  |  |                  |  |  |                 |  |
|                                 |                                               | Carlo Bourbon del Monte, IV principe di San Faustino      | Ranieri Bourbon del Monte, III principe di San Faustino |  |  |       |  |  |                  |  |  |                 |  |
|                                 |                                               | Carlo Bourbon del Monte, IV principe di San Faustino      | Ranieri Bourbon del Monte, III principe di San Faustino |  |  |       |  |  |                  |  |  |                 |  |
|                                 |                                               | Carlo Bourbon del Monte, IV principe di San Faustino      | Maria Francesca Massimo                                 |  |  |       |  |  |                  |  |  |                 |  |
| Virginia Bourbon del Monte      |                                               | Carlo Bourbon del Monte, IV principe di San Faustino      |                                                         |  |  |       |  |  |                  |  |  |                 |  |
|                                 |                                               | Jane Allen Campbell                                       | George Washington Campbell, Jr.                         |  |  |       |  |  |                  |  |  |                 |  |
|                                 |                                               | Jane Allen Campbell                                       | George Washington Campbell, Jr.                         |  |  |       |  |  |                  |  |  |                 |  |
|                                 |                                               | Jane Allen Campbell                                       | Virginia Watson                                         |  |  |       |  |  |                  |  |  |                 |  |
| Andrea Agnelli                  |                                               | Jane Allen Campbell                                       |                                                         |  |  |       |  |  |                  |  |  |                 |  |
|                                 | Nicola Caracciolo, VII principe di Castagneto | Filippo Caracciolo, VI principe di Castagneto             |                                                         |  |  |       |  |  |                  |  |  |                 |  |
|                                 | Nicola Caracciolo, VII principe di Castagneto | Filippo Caracciolo, VI principe di Castagneto             |                                                         |  |  |       |  |  |                  |  |  |                 |  |
|                                 | Nicola Caracciolo, VII principe di Castagneto | Emilia Compagna                                           |                                                         |  |  |       |  |  |                  |  |  |                 |  |
| Adolfo Caracciolo di Castagneto | Nicola Caracciolo, VII principe di Castagneto |                                                           |                                                         |  |  |       |  |  |                  |  |  |                 |  |
|                                 |                                               | Meralda Dati Maria Margherita Argyra Mele Barese          | Ippolito Argyro Mele Barese                             |  |  |       |  |  |                  |  |  |                 |  |
|                                 |                                               | Meralda Dati Maria Margherita Argyra Mele Barese          | Ippolito Argyro Mele Barese                             |  |  |       |  |  |                  |  |  |                 |  |
|                                 |                                               | Meralda Dati Maria Margherita Argyra Mele Barese          | Elizabeth Lilian Mackworth-Praed                        |  |  |       |  |  |                  |  |  |                 |  |
| Allegra Caracciolo              |                                               | Meralda Dati Maria Margherita Argyra Mele Barese          |                                                         |  |  |       |  |  |                  |  |  |                 |  |
|                                 |                                               | Giuseppe Visconti di Modrone, I duca di Grazzano Visconti | Guido Visconti di Modrone                               |  |  |       |  |  |                  |  |  |                 |  |
|                                 |                                               | Giuseppe Visconti di Modrone, I duca di Grazzano Visconti | Guido Visconti di Modrone                               |  |  |       |  |  |                  |  |  |                 |  |
|                                 |                                               | Giuseppe Visconti di Modrone, I duca di Grazzano Visconti | Ida Renzi                                               |  |  |       |  |  |                  |  |  |                 |  |
| Anna Visconti di Modrone        |                                               | Giuseppe Visconti di Modrone, I duca di Grazzano Visconti |                                                         |  |  |       |  |  |                  |  |  |                 |  |
|                                 |                                               | Carla Erba                                                | Luigi Erba                                              |  |  |       |  |  |                  |  |  |                 |  |
|                                 |                                               | Carla Erba                                                | Luigi Erba                                              |  |  |       |  |  |                  |  |  |                 |  |
|                                 |                                               | Carla Erba                                                | Anna Brivio                                             |  |  |       |  |  |                  |  |  |                 |  |
|                                 |                                               | Carla Erba                                                |                                                         |  |  |       |  |  |                  |  |  |                 |  |

## Riconoscimenti
- Torinese dell'anno dalla Camera di commercio, industria, artigianato e agricoltura di Torino[47]

2018
- Golden Foot Prestige Award: 1

Golden Foot Prestige: 2020